# Єлизаветино (Електростальський міський округ)
Єлизаве́тино (рос. Елизаветино) — селище у складі Електростальського міського округу Московської області, Росія.
Стара назва — Совхоз Фрязевський.

## Населення
Населення — 930 осіб (2010; 1023 у 2002).
Національний склад (станом на 2002 рік):
- росіяни — 97 %